# 2020년 세계 트랙 사이클 선수권 대회
틀:세계 사이클 선수권 대회 정보
2020년 세계 트랙 사이클 선수권 대회는 독일 베를린에서 개최된 117번째 세계 트랙 사이클 선수권 대회이다.
틀:세계 트랙 사이클 선수권 대회